# Галлямов, Альберт Бариевич
Альберт Бариевич Галлямов (род. 4 апреля 1940, Муслюмово, Татарская АССР) — доктор медицинских наук, профессор, заведующий кафедрой общей гигиены и экологии с курсами военной и радиационной гигиены (с 1990 по 2016 год). С 2016 года профессор кафедры общей гигиены ФГБОУ ВО Казанский ГМУ Минздрава России, а также командир первого студенческого отряда КГМИ (1965).

## Биография
1958-60гг. Бугульминское медицинское училище;
1961—1963 гг. служба в рядах Советской Армии фельдшером медпункта части;
1963—1969 — санитарно-гигиенический факультет КГМИ
После окончания института в 1969 г. Галлямов был зачислен в аспирантуру на кафедру социальной гигиены и организации здравоохранения. В 1972 году защитил кандидатскую диссертацию (руководитель — проф. М. Х. Вахитов), после чего был оставлен преподавателем на этой же кафедре и назначен заместителем декана санитарно-гигиенического факультета. В 1976 году был переведен на кафедру гигиены труда. В 1986 году получил звание доцента. В 1990 году был избран заведующим кафедрой общей гигиены и экологии. В 1994 году стал деканом медико-профилактического факультета КГМУ. В 1995 году награждён нагрудным знаком «Почетный работник санэпидслужбы России».
16 июня 1998 г. защитил докторскую диссертацию «Гигиенические проблемы охраны здоровья детского населения в крупном городе и пути их решения» (консультант Н. Х. Амиров). В декабре 1998 г. присвоено звание профессора.
Дочь — дерматолог, д.м.н. Галлямова Юлия Альбертовна.